# William Wadsworth Hodkinson

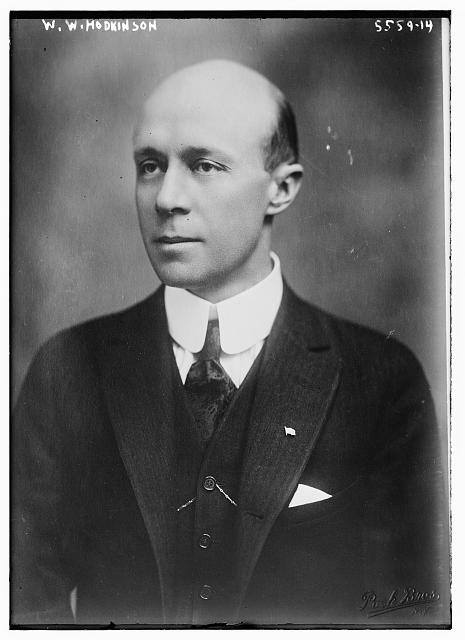
William Wadsworth Hodkinson

William Wadsworth Hodkinson genannt W. W. Hodkinson (* 16. August 1881 in Pueblo, Colorado; † 2. Juni 1971 in Los Angeles, Kalifornien) war ein US-amerikanischer Filmunternehmer der Pionierzeit des Kinos.

## Leben und Wirken
Hodkinson eröffnete 1907 in Ogden, Utah seinen ersten Filmverleih. In den darauffolgenden Jahren wurde er zunächst Repräsentant der Motion Picture Patents Company von Thomas Alva Edison in Salt Lake City und später auch in Los Angeles. In Los Angeles entwickelte er noch vor dem Beginn der Filmstudiozeit 1915 eine landesweite Verleihstruktur, die der Filmbranche zum endgültigen Durchbruch verhalf. Das Hodkinson-System verlangte von jedem Filmverleiher eine Vorauszahlung, die an den Filmproduzenten zu bezahlen war, so dass die Kosten für die Herstellung von Filmen gedeckt werden konnten. Das Hodkinson-System hat trotz einiger Veränderungen und Anpassungen im Laufe der Jahre in den USA bis heute Bestand.
1912 gründete Hodkinson die Vertriebsfirma Progressive Company, die die Filme von Produzenten wie Adolph Zukor, Jesse L. Lasky, Samuel Goldwyn und Cecil B. DeMille vertrieb. 1914 änderte er den Namen seiner Firma in Paramount Pictures. Zukor und Lasky unterschrieben sofort einen 5-Jahres-Vertrag mit der neuen Firma. Zukors Firma Famous Players Film Company ging in Paramount Pictures auf. Unter Hodkinson avancierte die Paramount zum ersten landesweit erfolgreichen Filmvertrieb. Für Zukor und Lasky wurde Hodkinson jedoch zu mächtig und sie sahen sich von Hodkinsons Vertriebssystem abhängig. Bis 1916 erreichten sie eine Mehrheit der Anteile an der Paramount und fühlten sich von nun an wieder als unabhängige Filmproduzenten. Hodkinson verließ die Firma und gründete neue Filmverleihfirmen, u. a. die First National 1917. Bis 1929 war er noch im Filmgeschäft tätig.
In den 1930er Jahren versuchte er sich als Flugzeugbauer und führte ein Flugreiseunternehmen in Lateinamerika, das er jedoch 1936 nach einigen Flugunfällen wieder aufgab.